# Сент-Антонен (Жер)
Сент-Антоне́н (фр. Saint-Antonin) — коммуна во Франции, находится в регионе Юг — Пиренеи. Департамент — Жер. Входит в состав кантона Мовзен. Округ коммуны — Кондом.
Код INSEE коммуны — 32359.

## География
Коммуна расположена приблизительно в 590 км к югу от Парижа, в 55 км западнее Тулузы, в 21 км к северо-востоку от Оша.
На востоке коммуны протекает река Арратс, а на западе — река Орб.

## Климат
Климат умеренно-океанический. Лето жаркое и немного дождливое, температура часто превышает 35 °С. Зимой часто бывает отрицательная температура и ночные заморозки. Годовое количество осадков — 700—900 мм.

## Население
Население коммуны на 2010 год составляло 145 человек.
| 1962 | 1968 | 1975 | 1982 | 1990 | 1999 | 2010 |
| ---- | ---- | ---- | ---- | ---- | ---- | ---- |
| 207  | 174  | 137  | 138  | 118  | 130  | 145  |

## Администрация
| Период | Период | Фамилия       | Партия | Примечания |
| ------ | ------ | ------------- | ------ | ---------- |
| 2001   | 2014   | Кристиан Люси |        |            |
| 2014   | 2020   | Мишель Форро  |        |            |

## Экономика
В 2010 году среди 92 человек трудоспособного возраста (15-64 лет) 73 были экономически активными, 19 — неактивными (показатель активности — 79,3 %, в 1999 году было 71,8 %). Из 73 активных жителей работали 68 человек (37 мужчин и 31 женщина), безработных было 5 (3 мужчин и 2 женщины). Среди 19 неактивных 4 человека были учениками или студентами, 8 — пенсионерами, 7 были неактивными по другим причинам.

## Фотогалерея

Мэрия (нач. XX в.)
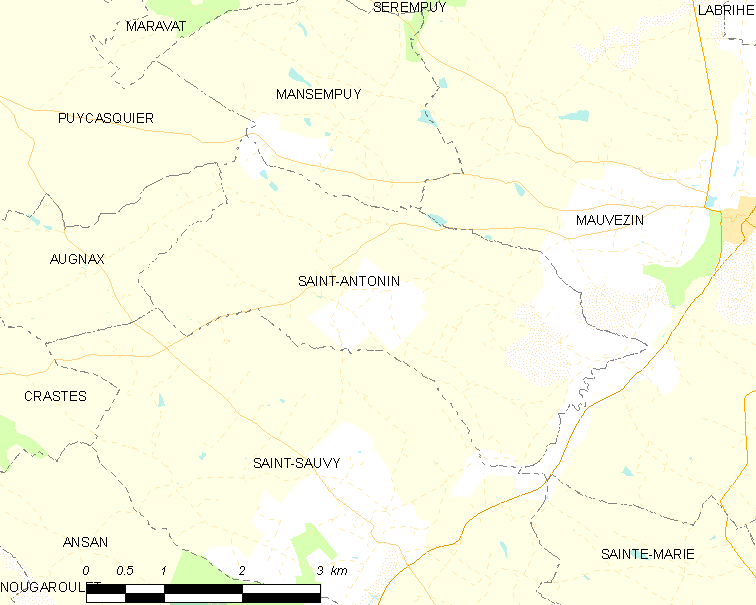
Карта коммуны